# Bake Off – Ale ciacho!
Bake Off – Ale ciacho! – polski kulinarny program telewizyjny typu reality show oparty na brytyjskim formacie The Great Bake Off emitowany w latach 2016–2019 na antenie TVP2.
Zwycięzcami programu zostali kolejno: Małgorzata Rybacka, Małgorzata Nagat, Tomasz Bączkowski, Danuta Browarska i Marcin Błański.

## Charakterystyka programu
Dwunastu uczestników wyłonionych w drodze castingu, rywalizowało ze sobą, przygotowując wypieki. Ich pracę oceniali eksperci z dziedziny cukiernictwa, a co tydzień jedna osoba odpadała z dalszej rywalizacji. Zwycięzca otrzymywał 50 000 zł i tytuł Polskiego Mistrza Wypieków.

## Ekipa
Prowadzący
Pierwszą edycję programu prowadziły: dziennikarka muzyczna Anna Gacek oraz Paulina Mikuła, autorka wideobloga Mówiąc Inaczej. Po jej zakończeniu nowymi prezenterkami zostały: zdobywczyni tytułu Miss Polonia (2011) – Marcelina Zawadzka oraz tancerka i aktorka – Dorota Czaja. Prowadzącymi trzeciej i czwartej edycji były: Marcelina Zawadzka oraz aktorka – Katarzyna Kołeczek, zaś piątej z Marceliną Zawadzką program współprowadziła Ida Nowakowska, wcześniej w Bake Off Junior. 
Ponadto przewodnikiem po świecie kulinarnym w pierwszej i drugiej edycji programu był Robert Makłowicz.
| Prowadzący         | Edycja | Edycja | Edycja | Edycja | Edycja |
| Prowadzący         | 1      | 2      | 3      | 4      | 5      |
| ------------------ | ------ | ------ | ------ | ------ | ------ |
| Marcelina Zawadzka |        | ●      | ●      | ●      | ●      |
| Ida Nowakowska     |        |        |        |        | ●      |
| Katarzyna Kołeczek |        |        | ●      | ●      |        |
| Dorota Czaja       |        | ●      |        |        |        |
| Paulina Mikuła     | ●      |        |        |        |        |
| Anna Gacek         | ●      |        |        |        |        |

Jury
| Juror             | Edycja | Edycja | Edycja | Edycja | Edycja |
| Juror             | 1      | 2      | 3      | 4      | 5      |
| ----------------- | ------ | ------ | ------ | ------ | ------ |
| Krzysztof Ilnicki | ●      | ●      | ●      | ●      | ●      |
| Michał Bryś       |        |        | ●      | ●      | ●      |
| Małgorzata Molska | ●      | ●      |        |        |        |

## Emisja
| Edycja | Edycja | Odcinki    | Sezon       | Premiera         | Finał             | Pora emisji        | Średnia oglądalność |
| ------ | ------ | ---------- | ----------- | ---------------- | ----------------- | ------------------ | ------------------- |
| 1.     | 1.     | 1–12 (12)  | jesień 2016 | 5 września 2016  | 21 listopada 2016 | poniedziałek 21.45 | 1,52 mln            |
| 2.     | 2.     | 13–22 (10) | wiosna 2017 | 6 marca 2017     | 11 maja 2017      | poniedziałek 21.45 | 1,27 mln            |
| 3.     | 3.     | 23–32 (10) | jesień 2017 | 11 września 2017 | 20 listopada 2017 | poniedziałek 21.45 | 1,32 mln            |
| 4.     | 4.     | 33–42 (10) | wiosna 2018 | 4 marca 2018     | 6 maja 2018       | niedziela 15.20    | 0,78 mln            |
| 5.     | 5.     | 43–52 (10) | zima 2019   | 23 grudnia 2018  | 24 lutego 2019    | niedziela 15.20    | 0,87 mln            |

## Bake Off Junior
W roku 2018 na zlecenie Telewizji Polskiej powstała wersja programu z udziałem kilku- i kilkunastolatków – Bake Off Junior. Dwunastu uczestników, wyłonionych w drodze castingu, rywalizowało ze sobą, przygotowując wypieki. Ich pracę oceniali eksperci z dziedziny cukiernictwa, a na koniec każdego odcinka jedna osoba odpadała z programu. Zwycięzca otrzymał 25 000 zł i tytuł Polskiego Mistrza Wypieków „Bake Off Junior”.
Zwyciężczynią programu została Małgorzata Kosior.

### Ekipa
Prowadzący
| Prowadzący         | Edycja |
| Prowadzący         | 1      |
| ------------------ | ------ |
| Marcelina Zawadzka | ●      |
| Ida Nowakowska     | ●      |

Jury
| Juror             | Edycja |
| Juror             | 1      |
| ----------------- | ------ |
| Krzysztof Ilnicki | ●      |
| Michał Bryś       | ●      |

### Emisja
| Edycja | Odcinki   | Sezon       | Premiera        | Finał             | Pora emisji                 | Średnia oglądalność |
| ------ | --------- | ----------- | --------------- | ----------------- | --------------------------- | ------------------- |
| 1.     | 1–10 (10) | jesień 2018 | 6 września 2018 | 11 listopada 2018 | czwartek 20.45 (odc. 1–3)   | 0,71 mln            |
| 1.     | 1–10 (10) | jesień 2018 | 6 września 2018 | 11 listopada 2018 | niedziela 15.15 (odc. 4–10) | 0,71 mln            |

## Polski turniej wypieków
Polski turniej wypieków – pierwsza polska wersja formatu The Great Bake Off, emitowana w latach 2012–2013 na antenie telewizji TLC.

### Ekipa
Prowadzący
| Prowadzący           | Edycja | Edycja |
| Prowadzący           | 1      | 2      |
| -------------------- | ------ | ------ |
| Piotr Gąsowski       | ●      | ●      |
| Marta Grycan         | ●      |        |
| Katarzyna Skrzynecka |        | ●      |

Jury
| Juror        | Edycja | Edycja |
| Juror        | 1      | 2      |
| ------------ | ------ | ------ |
| Bożena Sikoń | ●      | ●      |
| Tomasz Deker | ●      | ●      |